# Дочка снігів
«Дочка снігів» (англ. A Daughter of the Snows) — перший роман американського письменника Джека Лондона. Твір, дія якого відбувається на території Юкон, розповідає про пригоди молодої емансипованої американки Фрони Велсе на Клондайку в часи «золотої лихоманки». Розповіді різних років, що також увійшли до книги, об'єднує спільна тема — внутрішні протиріччя в характері й долі сильних особистостей.

## Сюжет
Дія роману розгортається в Юконі (Канада), головна героїня — Фрона Уелз. Це донька багатого підприємця та юконського старожила. Провівши три роки в університетах Європи Фрона повертається до батька на північ. Роман розповідає про життя та пригоди золотошукачів під час золотої лихоманки на Клондайку. Твір належить до «північної» теми, до якої Джек Лондон неодноразово звертався у творчості.

## Переклади українською
- Джек Лондон. Дочка Снігів. Переклад з англійської: Ольга Сенюк. Київ: Державне видавництво художньої літератури. 1957. 252 стор. Серія «Бібліотека світової класики» (завантажити з е-бібліотеки «Чтиво» [Архівовано 15 вересня 2016 у Wayback Machine.])